# دره عباس (درمیان)
دره عباس روستایی در دهستان فخررود بخش قهستان شهرستان درمیان استان خراسان جنوبی ایران است. بر پایه سرشماری عمومی نفوس و مسکن در سال ۱۳۹۰ جمعیت این روستا ۳۶۶ نفر (در ۱۰۱ خانوار) بوده است.